# Город кошек
«Город кошек» (тур. Kedi — «Кошка») — полнометражный документальный фильм о бездомных кошках в Стамбуле.
Премьерный показ картины прошёл 21 февраля 2016 года на стамбульском кинофестивале независимого кино «!f». Премьера фильма в российском прокате состоялась 30 ноября 2017 года.

## Синопсис
Тысячи уличных кошек живут в Стамбуле, крупнейшем городе Турции, как и на протяжении веков. Некоторые из них одичали и живут сами по себе, а другие стали более ручными, и о них заботятся люди. Фильм "Кеди" рассказывает об этих кошках и содержит множество интервью с людьми, которые с ними общаются. В центре внимания - семь кошек, которых зовут Сари, Думан, Бенгу, Аслан Парчаси, Гамсиз, Псикопат и Дениз.

## Производство
Операторы сконструировали специальную установку для съемок кошек на уровне улицы. Изначально режиссер и съемочная группа отобрали тридцать пять кошек, о которых пойдет речь в фильме. Они сняли девятнадцать из них, а затем выбрали семь, которые вошли в окончательный вариант фильма.

## Критические отзывы
«Город кошек» снискал восторженные отзывы кинокритиков. Сводный рейтинг фильма на сайте Rotten Tomatoes составил 98 % на основании 106 рецензий.
Борис Иванов (Film.ru) заметил, что «„Город кошек“ интереснее всего не тогда, когда он наблюдает за пушистыми созданиями, а тогда, когда он всматривается в лица стамбульцев, рассказывающих о своей дружбе с кошками».

## Награды и номинации
| Год  | Награда                            | Номинант(ы)        | Категория                                       | Итог      |
| ---- | ---------------------------------- | ------------------ | ----------------------------------------------- | --------- |
| 2016 | Кинофестиваль «Sidewalk»           | «Город кошек»      | Лучший семейный/детский фильм                   | Победа    |
| 2017 | Critics’ Choice Documentary Awards | Стамбульские кошки | Most Compelling Living Subject of a Documentary | Победа    |
| 2017 | Critics’ Choice Documentary Awards | Джейда Торун       | Лучший дебютный документальный фильм            | Победа    |
| 2017 | Critics’ Choice Documentary Awards | Джейда Торун       | Лучший режиссёр                                 | Номинация |
| 2017 | Critics’ Choice Documentary Awards | «Город кошек»      | Лучший документальный фильм                     | Номинация |
| 2017 | Critics’ Choice Documentary Awards | «Город кошек»      | Самый инновационный документальный фильм        | Номинация |